# Misumena arrogans
Misumena arrogans es una especie de araña del género Misumena, familia Thomisidae.

## Distribución
Esta especie se encuentra en Papúa Nueva Guinea.